# Аксамит Ганна Сергіївна
Га́нна Сергі́ївна Аксамит (Піддубна; нар. 29 травня 1983, Сєвєродонецьк, Луганська область, Українська РСР, СРСР) — українська волейболістка, діагональна нападниця.

## Біографія
1998 року у віці п'ятнадцяти років дебютувала у «Сєвєродончанці». У дебютному сезоні разом з новоствореною сєвєродонецькою командою виграла змагання у другій лізі.
Після цього провела з командою три сезони у першій лізі, вигравши її у сезоні 2001/2002.
У сезоні 2002/2003 дебютувала у вищій лізі. Ганна Аксамит по-справжньому розкрилася, коли команду очолив Федір Лащонов, який відвів їй одну з ключових ролей на майданчику. Нагородою за старання стала перемога у вищій лізі у сезоні 2003/04. Потім на неї чекали три сезони в дивізіоні найсильніших.
У зоні 2004/05 Ганна Аксамит дебютувала серед найсильніших — у суперлізі, а вже у наступному сезоні діагональна виграла бронзові нагороди у складі своєї рідної команди. А в сезоні 2006/07 дебютувала у Кубку ЄСВ, де «Сєвєродончанка» зупинилася на стадії 1/8 фіналу.
Влітку 2007 року Ганна Аксамит вирішила спробувати свої сили в Росії, де провела півтора сезони у волгодонському «Імпульсі».
Наприкінці 2008 року вона повернулася до Сєвєродонецька і присвятила себе сім'ї. 25 січня 2010 року народила сина.
Відпочивши від професійного волейболу ще півтора роки, вона вирішила відновити спортивну кар'єру. Ще в квітні 2011 року вона почала тренуватися з командою, не припиняючи занять навіть у період відпусток, але офіційно поповнила лави «Сєвєродончанки» лише 4 липня 2011 року.
В «бронзовому» сезоні 2011/2012 Аксамит переважно виходила на заміну, частенько допомагала дублю в баталіях вищої ліги. Через рік діагональна чудово провела збори, передсезонні турніри, а також осінню частину чемпіонату. Після нового року у команди був ігровий спад, а зміна тактичної схеми передбачала лише одну волейболістку другої зони замість двох. Аксамит підміняла то Бурбелюк, то Литвиновську, але в старт поверталася лише час від часу.
В липні 2013 року Аксамит вирішила не продовжувати контракт з «Сєвєродончанкою» і завершила спортивну кар'єру.

## Титули і досягнення
«Сєвєродончанка»
- Суперліга
  -  Бронзова призерка (2): 2005/06, 2011/12

- Кубок
  -  Фіналістка (1): 2013[10]

- Вища ліга
  -  Переможниця (1): 2003/04

- Перша ліга
  -  Переможниця (1): 2001/02
  -  Бронзова призерка (1): 2000/01

- Друга ліга
  -  Переможниця (1): 1998/99

- Єдина гравчиня, яка вигралава чемпіонат України з волейболу у вищій, першій та другій лігах[11]

## Галерея
Ганна Аксамит у складі «Сєвєродончанки» (№ 5)

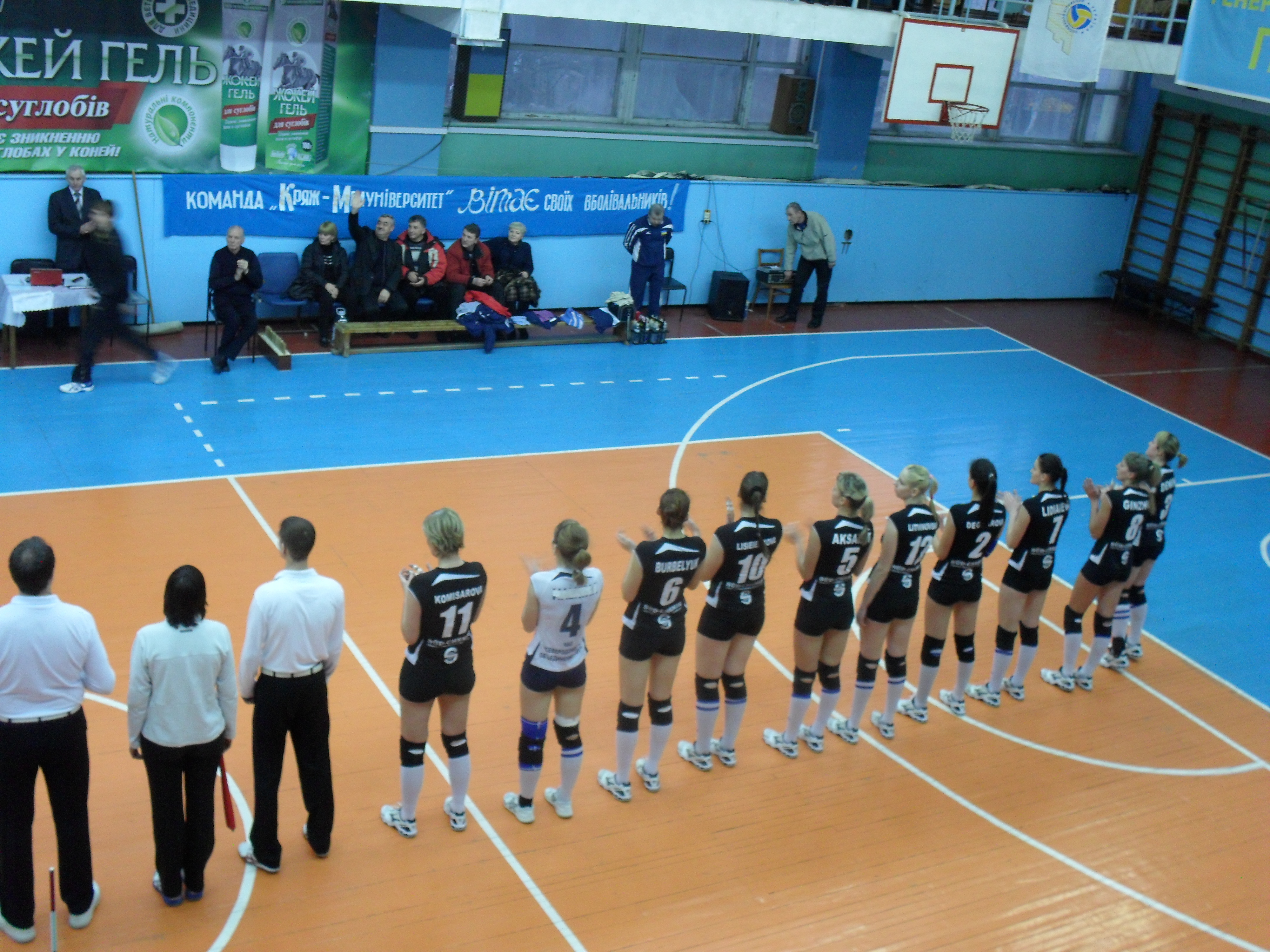

.